# Seversk (oblast Tomsk)
Seversk (Russisch: Северск, Seversk) is een gesloten stad in de Russische oblast Tomsk. De stad ligt op 15 kilometer ten noorden van de stad Tomsk, aan de oevers van de Tom (rivier). De stad had 109.106 inwoners bij de volkstelling van 2002.
In 1949 werd de stad gesticht en kreeg de naam Pjaty Potsjtovy (Пятый Почтовый) en van 1954 tot 1992 heette de stad Tomsk-7 (Томск-7), naar haar postcodenummer. Pas in 1956 kreeg Seversk de status van stad. Tot 1992 was de stad een zogenaamde geheime stad, tot Boris Jeltsin verklaarde dat zulke geheime steden hun historische namen weer konden gebruiken. 
Tot vandaag de dag is het voor mensen die niet in Seversk wonen, alleen toegestaan de stad te bezoeken met een speciale pas.
In oktober 2009 werd bekend dat het energiebedrijf Électricité de France sinds de jaren negentig een deel van het nucleaire afval naar Rusland exporteert. Het afval lag opgeslagen op een parkeerplaats in de buitenlucht.

## Geboren
- Ljoebov Jegorova (1966), oud-langlaufster
- Aleksandra Katsjoerkina (1995), schaatsster

Bestuurlijk centrum: Tomsk

Asino · Kedrovy · Kolpasjevo · Seversk · Strezjevoj